# SS San Giovanni
Die SS San Giovanni ist ein Fußballverein aus der san-marinesischen Ortschaft San Giovanni sotto le Penne. Der Verein nimmt am Ligabetrieb der nationalen Meisterschaft, dem Campionato Sammarinese di Calcio, teil.

## Geschichte
Der Verein wurde 1948 gegründet. Als einziger Verein des Landes gewann er bislang noch keinen Titel.